# Valley Falls (Kansas)
Valley Falls è un comune degli Stati Uniti d'America, situato nello Stato del Kansas, nella contea di Jefferson.